# Sunday Concert
Albums de Gordon Lightfoot
Back Here on Earth
(1968) Sit Down Young Stranger
(1970)
Sunday Concert est le premier album live et le cinquième album du chanteur folk Gordon Lightfoot. Il a été enregistré en mars 1969 et sorti la même année sous le label United Artists.

## Liste des titres
Toutes les chansons ont été composées par Gordon Lightfoot.
| No  | Titre                             | Durée |
| --- | --------------------------------- | ----- |
| 1.  | In a Windowpane                   | 3:11  |
| 2.  | The Lost Children                 | 2:47  |
| 3.  | Leaves of Grass                   | 3:43  |
| 4.  | I'm Not Sayin'/Ribbon of Darkness | 2:54  |
| 5.  | Apology                           | 4:33  |
| 6.  | Bitter Green                      | 2:43  |
| 7.  | Ballad of Yarmouth Castle         | 5:18  |
| 8.  | Softly                            | 3:16  |
| 9.  | Boss Man                          | 2:26  |
| 10. | Pussy Willows, Cat-Tails          | 2:53  |
| 11. | Canadian Railroad Trilogy         | 6:41  |

## Personnel
- Gordon Lightfoot - Guitare, piano, chant
- Red Shea - Guitare
- Rich Haynes - Basse